# ماركو بانديراس
ماركو بانديراس (بالإسبانية: Marco Banderas)‏ ولد ( إدغارد فابيان إتشينيك بيكاردو) في 13 فبراير 1967 هو ممثل إباحي إسباني ومغني طموح. 

## حياة سابقة
ولد بانديراس في أوروغواي و ترعرع في برشلونة.  يتحدث الإسبانية والبرتغالية والإيطالية والفرنسية والكاتالونية و الإنجليزية. 

## الحياة الشخصية
تزوج بانديراس فيونا «ليزا» دي ماركو في 1 سبتمبر 2001 وطلقا في نهاية المطاف. ثم تزوج بريانا باونس في 15 نوفمبر 2016. 

## روابط خارجية
- ماركو بانديراس على موقع IMDb (الإنجليزية)
- ماركو بانديراس على موقع قاعدة بيانات الفيلم (الإنجليزية)
- ماركو بانديراس على موقع كينوبويسك (الروسية)